# ブライアン・サイプ
ブライアン・サイプ（Brian Winfield Sipe, 1949年8月8日 - ）は、アメリカ合衆国カリフォルニア州サンディエゴ出身のアメリカンフットボールの元選手。フットボール現役時のポジションはクォーターバック。NFL・クリーブランド・ブラウンズで1974年から1983年まで10シーズンプレーした後、新興リーグ・USFLに移籍し、2年後に引退した。引退後は、学生フットボールの指導者として活躍した。
1980年シーズンには、NFLのシーズンMVPに輝いた。

## 経歴

### NFL

#### キャリア序盤
サイプは、1972年のNFLドラフトでクリーブランド・ブラウンズから13巡目指名を受けて、NFL入りした。最初の2年間は控えに甘んじ、プレーすることはなかった。
1974年シーズン、10月27日のデンバー・ブロンコス戦で12点差を逆転する活躍をして以後、サイプは4試合に先発した。しかし、4試合の内、1試合しかチームを勝利に導くことができず、再び先発の座を奪われた。
1975年シーズン、ブラウンズが開幕から大差で3連敗した後、サイプが先発QBに昇格した。サイプが先発QBに昇格すると、相手チームとの点差が縮まったものの、3連敗を喫し、再び控えに降格した。
1976年シーズン、9月12日に先発QBのマイク・フィプスが怪我をすると、先発QBに昇格し、そこからレギュラーに定着した。このシーズン、先発QBとして試合を9勝5敗と好成績を収め、前年からチームの勝利数を6勝上積みした。
1977年シーズン、サイプはチームをシーズン最初の7試合で5勝に導いた。しかし、11月13日のピッツバーグ・スティーラーズ戦第2Qに肩を負傷して、シーズンを終えた。サイプが抜けた後のブラウンズは成績が芳しくなく、最終週を前にフォレスト・グレッグヘッドコーチが解雇され、守備コーディネーターのディック・マゼロウスキが暫定ヘッドコーチを務めた。 
1978年シーズン、サイプは負傷から復帰し、2,906パスヤード、21タッチダウンパスの好成績であったが、チームとしては8勝8敗でプレーオフ進出を逃した。
1979年シーズンに入ると、ブラウンズをサイプの攻撃を中心として、接戦を逆転で勝利する試合が多くなった。そのスリリングな試合展開から、1979年シーズンと1980年シーズンのブラウンズは、「Kardiac Kids」という愛称で知られている。この2シーズンで、ブラウンズは第4Q以降に8回の逆転と11回の決勝ドライブを成功させている。

#### 1980年（MVP受賞）
1980年シーズン、サイプは4,132パスヤード、30タッチダウンを決め、ブラウンズの1972年シーズン以来のポストシーズン進出に貢献した。この活躍により、サイプはプロボウルに選出され、シーズンMVPに輝いた。しかし、第2シードで出場したプレーオフ第1戦のディビジョナルプレーオフで、オークランド・レイダースに敗れ、敗退となった。その試合でブラウンズは残り49秒に敵陣13ヤードまで攻め込んだが強風のため、FGを失敗する危険を恐れてパスを選択した。オジー・ニューサムへのパスはエンドゾーン内でレイダースのセイフティ、マイク・デービスにインターセプトされ、12-14で敗れた。

#### 1981年-1983年
1981年シーズン、サイプが3876ヤードを投げたのにもかかわらず、チームは5勝11敗という成績に終わった。
1982年シーズン、ストライキで短縮されたシーズンの序盤6試合でサイプはチームを2勝しか導けず、7試合目には3年目のQBポール・マクドナルドと交代で控え選手に甘んじた。
1983年シーズン、先発に復帰したサイプは、3,566パスヤード、26パスタッチダウンを記録し、チームを9勝7敗でプレーオフ進出に導いた。しかし、シーズン中に新興リーグ・USFLのニュージャージー・ジェネラルズとの交渉をしたことが、ブラウンズの経営陣の怒りを買い、このシーズン限りでブラウンズを退団することとなった。

### USFL
ブラウンズを退団したサイプは1984年、USFLのジェネラルズと契約をし、翌年は同じくUSFLのジャクソンビル・ブルズと契約し、プレーした。そして、1985年シーズンをもって引退した。

### 引退後
引退後、サイプは故郷のサンディエゴに戻り、予科のフットボールチームをコーチし、75勝21敗1分という好成績を収めた。2009年から2014年までサイプは、サンディエゴ州立大学でもコーチを務めた。

## 成績

### NFL
| 年   | チーム | GP  | Att   | Comp  | Pct  | Yards  | TD  | Int | Rate |
| ---- | ------ | --- | ----- | ----- | ---- | ------ | --- | --- | ---- |
| 1974 | CLE    | 10  | 108   | 59    | 54.6 | 603    | 1   | 7   | 47.0 |
| 1975 | CLE    | 7   | 88    | 45    | 51.1 | 427    | 1   | 3   | 54.4 |
| 1976 | CLE    | 14  | 312   | 178   | 57.1 | 2,113  | 17  | 14  | 77.3 |
| 1977 | CLE    | 9   | 195   | 112   | 57.4 | 1,233  | 9   | 14  | 61.8 |
| 1978 | CLE    | 16  | 399   | 222   | 55.6 | 2,906  | 21  | 15  | 80.7 |
| 1979 | CLE    | 16  | 535   | 286   | 53.5 | 3,793  | 28  | 26  | 73.4 |
| 1980 | CLE    | 16  | 554   | 337   | 60.8 | 4,132  | 30  | 14  | 91.4 |
| 1981 | CLE    | 16  | 567   | 313   | 55.2 | 3,876  | 17  | 25  | 68.2 |
| 1982 | CLE    | 6   | 185   | 101   | 54.6 | 1,064  | 4   | 8   | 60.7 |
| 1983 | CLE    | 15  | 496   | 291   | 58.7 | 3,566  | 26  | 23  | 79.1 |
| 通算 | 通算   | 125 | 3,439 | 1,944 | 56.5 | 23,713 | 154 | 149 | 74.8 |

### USFL
| Year | Team | GP | Att | Comp | Pct  | Yards | TD | Int | Rate |
| ---- | ---- | -- | --- | ---- | ---- | ----- | -- | --- | ---- |
| 1984 | NJG  | 16 | 324 | 192  | 59.3 | 2,540 | 17 | 15  | 82.3 |
| 1985 | JAX  | —  | 89  | 55   | 61.8 | 685   | 4  | 2   | 91.5 |
| 通算 | 通算 | —  | 413 | 247  | 56.5 | 3,225 | 21 | 17  | 84.3 |